# Emilio Goicoechea Luna
Emilio Goicoechea Luna (Mazatlán, Sinaloa, 22 de octubre de 1948) es un empresario y político mexicano, miembro desde 1970 del Partido Acción Nacional, y fue Secretario Particular del expresidente Vicente Fox.
Es licenciado en Administración de Empresas egresado del Instituto Tecnológico y de Estudios Superiores de Monterrey, inició dentro de actividades empresariales que lo llevaron a presidir la Confederación de Cámaras Nacionales de Comercio (CONCANACO), y ser miembro del Consejo Coordinador Empresarial (CCE) y la Confederación Patronal de la República Mexicana (Coparmex). Se inició en política al lado de Manuel Clouthier, siendo uno de los empresarios que se unieron al PAN y fueron conocidos como neopanistas, entre los cuales además de Clouthier también estuvieron Vicente Fox, Francisco Barrio Terrazas o Ernesto Ruffo Appel, fue dos veces candidato a gobernador de Sinaloa, en 1992 y 1998, siendo derrotado en ambas ocasiones, electo senador por el estado de 1994 a 2000, en 2000 fue diputado federal, y a partir de 2003 fue nombrado subsecretario de Operación Turística de la Secretaría de Turismo.
En 2005, a la renuncia de Alfonso Durazo como Secretario Particular, el presidente Vicente Fox lo nombró para sustituirlo, durante 2006 se la ha mencionado insistentemente como posible miembro de la Comisión Federal de Telecomunicaciones, aunque el lo ha negado.
El Senado ratificó el 22 de febrero de 2007 la designación del Sr. Goicoechea como Embajador Extraordinario y Plenipotenciario de México en Canadá. En marzo del 2007 comenzó su labor de Embajador de México en Canadá, donde representó los intereses de México hasta febrero del 2009.
En 2007, en el diario Reforma apareció un rumor sobre unas supuestas fotos que mostraban un encuentro en 1992 entre Goicoechea Luna, entonces candidato al gobierno de Sinaloa, y Genaro Caro Quintero, hermano del conocido narcotraficante Rafael Caro Quintero. Las fotos, cuya existencia fue negada categóricamente por Goichoechea, fueron exhibidas posteriormente, en abril, por la revista Proceso.